# Instruccions i ordres de servei
Les instruccions i ordres de servei són un mecanisme previst en l'article 21 de la Llei 30/1992 de 26 de novembre de règim jurídic de les administracions públiques i del procediment administratiu comú pel qual els òrgans administratius poden dirigir les activitats dels seus òrgans jeràrquicament dependents per mitjà d'instruccions i ordres de servei. Aquestes, es poden publicar en el diari oficial corresponent quan es consideri convenient per raó dels destinataris o dels efectes que pugui produir. L'incompliment de les instruccions o ordres de servei no afecta per si sol la validesa dels actes dictats pels òrgans administratius, sens perjudici de la responsabilitat disciplinària en què es pugui incórrer.